# Stockholm Resilience Centre
Het Stockholm Resilience Centre (SRC) is een onderzoeksinstituut op het gebied van veerkracht en duurzaamheid aan de Universiteit van Stockholm, Zweden. Het is een gezamenlijk initiatief van de Universiteit van Stockholm en het Beijer Institute of Ecological Economics van de Koninklijke Zweedse Academie voor Wetenschappen.
Het centrum stelde in september 2020 als missie:
- het wetenschappelijk begrip van de complexe, dynamische interacties tussen mens en natuur in de biosfeer te bevorderen,
- de volgende generatie van onderzoekers en leiders op het gebied van duurzaamheid op te leiden
- samenwerkingsverbanden aan te gaan met "change agents”.

Het SRC legt een bijzondere focus op sociaal-ecologische veerkracht, waarbij mens en natuur worden bestudeerd als een geïntegreerd geheel. Het centrum adviseert beleidsmakers en de industrie over ecosysteembeheer en duurzame en rechtvaardige ontwikkeling op lange termijn in Europa en elders in de wereld. 

## Structuur
Het centrum wordt geleid door een raad van bestuur met twee internationale raden: een wetenschappelijke raad van vooraanstaande onderzoekers op het gebied van duurzaamheid, met onderzoekers als Rashid Sumaila, Frances Westley, Marten Scheffer, Elke Weber, Jessica Fanzo en Elena Bennett. Er is ook een internationale adviesraad voor strategische begeleiding voor internationale impact. 
Het SRC telt ongeveer 140 personeelsleden, waarvan er ongeveer 90 postdoctorale onderzoekers zijn.

## Opleiding
Naast een PhD-programma in duurzaamheidswetenschappen biedt SRC ook een masterprogramma in sociaal-ecologische veerkracht voor duurzame ontwikkeling en een aantal gespecialiseerde cursussen, zoals een Executive programme in resilience thinking, gericht op bedrijfsleiders, en een aantal cursussen van de Universiteit van Stockholm gericht op mondiale verandering, duurzaam ondernemen, sociaal-ecologische veerkracht en systeemtheorie.

## Bekende publicaties

### Planetaire grenzen
In 2009 leidde de toenmalige directeur van het Stockholm Resilience Centre, Johan Rockström, een internationale groep van 28 vooraanstaande academici, die een nieuw aardsysteemkader voorstelden voor regeringen en beheersinstanties als voorwaarde voor duurzame ontwikkeling. Dat werden de internationaal bekend geraakte planetaire grenzen. In 2021 bracht Netflix de documentairefilm Breaking Boundaries: the Science of Our Planet uit, geregisseerd door Jonathan Clay en gepresenteerd door David Attenborough en Johan Rockström. De documentaire verscheen ook in boekvorm, met een voorwoord van Greta Thunberg.

### Planetair gezondheidsdieet
Het planetair gezondheidsdieet is een flexitarisch dieet ontwikkeld door de EAT-Lancet Commissie als onderdeel van een rapport uitgebracht in The Lancet op 16 januari 2019. Het Stockholm Resilience Centre was de wetenschappelijke coördinator van het rapport. Uitgangspunten waren: 
- Een wereldbevolking van 10 miljard mensen in 2050 te voeden
- Het wereldwijde aantal sterfgevallen als gevolg van slechte voeding sterk te verminderen
- Ecologisch duurzame landbouw om de ineenstorting van de natuurlijke wereld te voorkomen.

Het rapport kreeg veel media-aandacht, maar werd ook bekritiseerd op sociale media omdat het pleitte voor het eten van minder vlees. Later bleek het om een gecoördineerde campagne van de vlees-lobby te gaan.